# Puente cubierto de Easley
El Puente cubierto de Easley, también conocido como el Viejo puente cubierto de Easley o Puente Cubierto de Rosa, es un puente cubierto en estilo combinado de madera y metal propiedad del condado que se extiende por la rama Dub de la punta Calvert del río Little Warrior en el condado de Blount, Alabama, Estados Unidos. Se encuentra en Easley Bridge Road, junto a la ruta estadounidense 231, justo al sur de la ciudad de Rosa, a unas 5 millas (8 kilómetros) al noroeste de Oneonta.
Construido en 1927, el puente de 95 pies (29 metros) es una construcción de celosía sobre un solo tramo. Su WGCB número es 01-05-12. El Puente Cubierto de Easley fue incluido en el Registro de Monumentos y Patrimonio de Alabama el 3 de marzo de 1976. Fue incluido en el Registro Nacional de Lugares Históricos el 20 de agosto de 1981. Actualmente es el más antiguo y más corto de los tres puentes cubiertos históricos que aún existen en el condado de Blount. El puente fue cerrado en 2009 para ser restaurado y fue reabierto al tráfico de vehículos motorizados el 22 de octubre de 2012. Es accesible desde ambos lados de Easley Bridge Road. Es mantenido por la Comisión del Condado de Blount y el Departamento de Transporte de Alabama.

## Historia
El puente cubierto de Easley fue construido por un equipo dirigido por el capataz Forrest Tidwell y su sobrino Zelma C. Tidwell en 1927 sobre Dub Branch. Aparte de los trabajos de reparación ocasionales, el puente ha estado en uso continuo desde que fue construido.
Después de una inspección de rutina, el Puente Cubierto de Easley se cerró en 2009 debido a condiciones inseguras junto con el cercano Puente Cubierto de Swann. El puente cubierto de Horton Mill ya estaba cerrado como resultado del vandalismo ocurrido en 2007. La restauración de los tres puentes comenzó a finales de 2011. El dinero para estos proyectos provino principalmente del Programa Nacional de Preservación de Puentes Cubiertos Históricos y de fondos para la mejora del transporte. El contrato de construcción de $469,110 fue otorgado a Bob Smith Construction de Trussville, Alabama. El Puente Cubierto de Easley sería el segundo de los tres en ser restaurado. Las piezas estructurales de madera se repararon o reemplazaron según fue necesario y se colocaron nuevos techos de hojalata en los tres puentes para mantener el clima alejado de las vigas de soporte vitales. Los costos totales de restauración de los puentes cubiertos fueron de aproximadamente $540,000. La diferencia fue cubierta por los gastos del condado.
Luego de las reparaciones y actualizaciones necesarias, el Puente Cubierto de Easley fue reabierto al tráfico de vehículos motorizados el 22 de octubre de 2012.
A fines de 2015, se instalaron cámaras en los tres puentes cubiertos restantes en el condado de Blount para ayudar a disuadir el vandalismo después de que se encontraron grafitis en el Puente Cubierto de Easley un año antes. Desde entonces ha sido limpiado y pintado de nuevo.

## Otras fuentes
- Puentes cubiertos de Dale J. Travis. Easley CB: Créditos. Consultado el 20 de agosto de 2007 y el 16 de diciembre de 2009.
- Puentes al pasado: puentes cubiertos de Alabama. Easley CB: Créditos . Consultado el 20 de agosto de 2007.
- Oficina de Turismo y Viajes de Alabama. Easley CB: Créditos. Consultado el 20 de agosto de 2007.
- El diario Decatur. Easley CB: Créditos. Consultado el 20 de agosto de 2007.
- Alabamiana: una guía de Alabama. Easley CB: Créditos. Consultado el 20 de agosto de 2007.
- American Profile.com. Easley CB: Créditos. Consultado el 20 de agosto de 2007.
- Vida sureña: túneles en el tiempo. Easley CB: Créditos. Consultado el 24 de septiembre de 2007.
- BhamWiki. "Puente de Easley" . Consultado el 12 de julio de 2013.
- Centro de noticias de Alabama Power. Easley CB: Créditos. Consultado el 30 de mayo de 2013.
- AL.com a través de The Birmingham News. Easley CB: Créditos. Consultado el 30 de mayo de 2013.
- Ancestry.com SSDI. Horton Mill CB: Créditos. Consultado el 8 de mayo de 2014.